# Luigi Flamini
Luigi Flamini, Ordensname: Luigi da Loreto OFMObs, (* 22. Februar 1779 in Loreto; † 19. Dezember 1857 in Fano) war ein italienischer Franziskaner und Generalminister der Franziskaner-Observanten.

## Leben
Luigi Flamini, Taufname Cristoforo, trat am 15. August 1795 in Ripatransone (bei Ascoli Piceno, Marken) in den Franziskanerorden ein und absolvierte seine Studien im dortigen Ordenskolleg. Am 18. September 1802 zum Priester geweiht, war er danach 23 Jahre Dozent für Philosophie und Dogmatik in Fano in den Marken (damals zum Kirchenstaat gehörig) und Professor für Mathematik und Physik am Ateneo Nolfi ebenda, außerdem Guardian des Konventes in Fano.
Unter Napoleon war er in Loreto als Examinator von Lehrern eingesetzt. Eine Zeit lang war er Sekretär von Bischof Bellini. In Fano war er Theologe von Bischof Serarcangeli und dann von Bischof Luigi Carsidoni. In Rom war er Konsultor des Index, dem Papst Gregor XVI., der ihn sehr schätzte, die schwierigsten Revisionen übertrug. Er war Konsultor des Heiligen Offiziums und seine Voten in schwierigen und heiklen Angelegenheiten wurden von Gregor selbst bewundert, der mehrmals seine Meinung zu bestimmten Entscheidungen änderte, nachdem er Flaminis Votum gelesen hatte. Er war mit den ersten Gelehrten und Persönlichkeiten befreundet, darunter Giovanni Ferri aus Fano und Michelangelo Lanci, Monaldo Leopardi, Marco Mastrofini, Antonio Rosmini, außerdem mehrere Kardinäle wie Angelo Mai, Fabrizio Testaferrata und Luigi Lambruschini. Die Universität von Bologna berief ihn auf eine Professur.
1828 wurde er zu einem der vierzig Mitglieder der Accademia dell’Istituto Agrario di Pesaro ernannt. 1848 berief ihn Papst Pius IX. zum Theologen für die Erarbeitung der Definition des Dogmas für die Unbefleckten Empfängnis der Heiligen Jungfrau Maria. 1850 wurde er zum Ehrenpräsidenten des 1838 in Paris für die Abschaffung des Sklavenhandels errichteten Institut d’Afrique gewählt. 
In seinem Orden wurde er 1838 zum Generaldefinitor, Generalprokurator (1839–1844) und schließlich von Papst Gregor XVI. zum Generalminister des Franziskanerordens bestellt (1844–1850).
Er hinterließ keine gedruckten Schriften.